# Nactus
Nactus is een geslacht van hagedissen dat behoort tot de gekko's (Gekkota) en de familie Gekkonidae.

## Naam en indeling
De wetenschappelijke naam van de groep werd voor het eerst voorgesteld door Arnold Girard Kluge in 1983. De hagedissen werden eerder aan andere geslachten toegekend, zoals Gymnodactylus en Heteronota. Er zijn 35 soorten, waarvan er maar liefst 20 voor het eerst in 2020 werden beschreven. In de literatuur wordt daarom vaak een lager soortenaantal vermeld.

## Verspreiding en habitat
De hagedissen komen voor in delen van Azië en Afrika en leven in de landen en deelgebieden Papoea-Nieuw-Guinea, Melanesië, Micronesië, Akiaki, Tuamotu, Fiji-eilanden, Rotuma, Samoa, Salomonseilanden, Nieuw-Caledonië, Loyaliteitseilanden, Vanuatu, Cookeilanden, Tonga, Guam, Indonesië, Australië, Mauritius, Round Island, Kei-eilanden en Réunion. De meeste soorten komen endemisch voor op Papoea-Nieuw-Guinea.
De habitat bestaat uit droge tropische en subtropische bossen, vochtige tropische en subtropische laaglanden, graslanden, rotsige omgevingen en streken langs de kust. Ook in door de mens aangepaste streken zoals landelijke tuinen, weilanden en aangetaste bossen kunnen de dieren worden aangetroffen.

## Beschermingsstatus
Door de internationale natuurbeschermingsorganisatie IUCN is aan twaalf soorten een beschermingsstatus toegewezen. Zeven soorten worden beschouwd als 'veilig' (Least Concern of LC), een soort als 'onzeker' (Data Deficient of DD) en drie soorten als 'kwetsbaar' (Vulnerable of VU). De soort Nactus soniae ten slotte staat te boek als 'uitgestorven' (Extinct of EX).

## Soorten
Het geslacht omvat de volgende soorten, met de auteur en het verspreidingsgebied.
| Naam                     | Auteur                         | Verspreidingsgebied |
| ------------------------ | ------------------------------ | --- |
| Nactus acutus            | Kraus, 2005                    | Papoea-Nieuw-Guinea |
| Nactus aktites           | Zug, 2020                      | Papoea-Nieuw-Guinea |
| Nactus allenallisoni     | Zug, 2020                      | Papoea-Nieuw-Guinea |
| Nactus alotau            | Zug, 2020                      | Papoea-Nieuw-Guinea |
| Nactus amplus            | Zug, 2020                      | Papoea-Nieuw-Guinea |
| Nactus arceo             | Zug, 2020                      | Indonesië |
| Nactus arfakianus        | Meyer, 1874                    | Indonesië |
| Nactus cheverti          | Boulenger, 1885                | Australië |
| Nactus chrisaustini      | Zug, 2020                      | Papoea-Nieuw-Guinea |
| Nactus coindemirensis    | Bullock, Arnold & Bloxam, 1985 | Mauritius |
| Nactus eboracensis       | Macleay, 1877                  | Australië |
| Nactus erugatus          | Zug, 2020                      | Papoea-Nieuw-Guinea |
| Nactus fredkrausi        | Zug, 2020                      | Papoea-Nieuw-Guinea |
| Nactus galgajuga         | Ingram, 1978                   | Australië |
| Nactus grevifer          | Zug, 2020                      | Papoea-Nieuw-Guinea |
| Nactus heteronotus       | Boulenger, 1885                | Papoea-Nieuw-Guinea |
| Nactus intrudusus        | Zug, 2020                      | Papoea-Nieuw-Guinea |
| Nactus inundatus         | Zug, 2020                      | Papoea-Nieuw-Guinea, mogelijk in Indonesië |
| Nactus kamiali           | Zug, 2020                      | Papoea-Nieuw-Guinea |
| Nactus kunan             | Fisher & Zug, 2012             | Papoea-Nieuw-Guinea |
| Nactus modicus           | Zug, 2020                      | Papoea-Nieuw-Guinea |
| Nactus multicarinatus    | Günther, 1872                  | Akiaki, Tuamotu, Fiji-eilanden, Rotuma, Samoa, Salomonseilanden, Nieuw-Caledonië, Toga, Loh, Linua, Tegua, Hiw, Vanuatu                                                                                     |
| Nactus nanus             | Zug, 2020                      | Papoea-Nieuw-Guinea |
| Nactus notios            | Zug, 2020                      | Papoea-Nieuw-Guinea |
| Nactus panaeati          | Zug, 2020                      | Papoea-Nieuw-Guinea |
| Nactus papua             | Zug, 2020                      | Papoea-Nieuw-Guinea |
| Nactus pelagicus         | Girard, 1858                   | Papoea-Nieuw-Guinea, Melanesië, Micronesië, Akiaki, Tuamotu, Fiji-eilanden, Rotuma, Samoa, Salomonseilanden, Nieuw-Caledonië, Loyaliteitseilanden, Vanuatu, Cookeilanden, Tonga, Guam, Indonesië, Australië |
| Nactus rainerguentheri   | Zug, 2020                      | Papoea-Nieuw-Guinea |
| Nactus robertfisheri     | Zug, 2020                      | Papoea-Nieuw-Guinea |
| Nactus septentrionalis   | Zug, 2020                      | Papoea-Nieuw-Guinea, Indonesië |
| Nactus serpensinsula     | Loveridge, 1951                | Mauritius, Round Island |
| Nactus soniae            | Arnold & Bour, 2008            | Reunion |
| Nactus sphaerodactylodes | Kraus, 2005                    | Papoea-Nieuw-Guinea |
| Nactus undulatus         | Kopstein, 1926                 | Kei-eilanden |
| Nactus vankampeni        | Brongersma, 1933               | Papoea-Nieuw-Guinea, Indonesië |